# 中华人民共和国被禁电视剧列表
以下的电视剧及網絡劇作品，因被中华人民共和国当局指控违反相关法律法规，或因政治因素，不允许在中国大陆的电视台或互联网播映，或不准为民众所获知。

## 剧集

### 禁止播映

#### 至今禁播
- 《走向共和》（2003年陆剧），分析认为可被解读为影射当时新旧势力权力斗争及垂帘听政，被中共中央下令各电视台不准重播[5]，作为网络评分最高的陆剧之一，有悖惯常而不曾上线正规流媒体，但在当年正常发行碟盘，网络盗播亦非鲜少。
- 《红问号》（2003年陆剧），2007年被广电总局点名斥责“集中展示和渲染女性犯罪过程，格调低级庸俗，制作粗劣”，并下令停播。[6]
- 《薯童谣》、《渊盖苏文》、《太王四神記》（韩剧），涉及中韩历史争端，遭到禁播或列入廣電總局不准引進的“黑名單”。[7]
- 《朱蒙》 （2006年韩剧），遭指責篡改歷史，廣電總局不准引進，中國大陸网络相關影片一度全部刪除。[8]
- 《大祚荣》（2006年韩剧）、《帝國的早晨》（2003年韩剧），遭指責“醜化李世民”[9]、“歪曲歷史”，廣電總局禁播，亦被網路“封殺”。[8]
- 《诡案组》（2010年陆剧），因本剧的案件涉及描写鬼怪与灵异现象，被广电总局以涉嫌传播封建迷信为由禁播，仅保留有预告片花和豆瓣词条。
- 《天与地》（2011年港剧），编审在戏外表示创作受八九民运及其对香港的影响启发，至最后一周结局篇被广电总局禁播[10]，即被中国内地网站一律下架和转播翡翠台的廣東有線電視以《法證先鋒III》遮盖屏蔽。贴吧专版和豆瓣条目被删除，百度百科一度被删除。[2][11]
- 《點金勝手》（2014年港剧），在第17集示威场面中出现法轮功和「我哋係香港人，唔係中國人」等橫額，被中国大陆网站一律禁播和转播翡翠台的广东有线电视遮盖屏蔽[12]。
- 《宫锁连城》（2014年陆剧），被法院认定对瓊瑤作品《梅花烙》构成侵权，被判决停止传播等。[13]
- 《来势凶猛》（2015年陆剧），又名《一起打鬼子》，出现性挑逗行为、性暗示台词乃至“裤裆藏雷”等情节，引发争议，被廣電總局禁播。[14]
- 《上瘾》（2016年陆剧），描绘同性戀爱，被中途停播并全网下架[15]，后有广电总局官员斥责“刻画同性恋情，低俗化倾向突出”[16]。
- 《他們在畢業的前一天爆炸2》（2017年台剧），反映台湾国族认同等议题，影射周子瑜国旗事件，还原太陽花學運场景，被爱奇艺在第二部第二集上架前禁播。[17]7年前的第一部的豆瓣條目亦被刪除[18]。
- 《延禧攻略》、《如懿傳》（2018年陸劇），宮鬥劇，2019年受官媒指責，後被當局在電視上禁播[19]，2020年從串流媒體下架[20]。
- 《封神演义》（2019年陆剧），遭廣電總局點名斥責大量魔改、胡亂編造[21]，12集改成2集的大結局亦被腰斬禁播[22]。
- 《只问今生恋沧溟》（2019年陸劇），又名《倩女幽魂》或《新倩女幽魂》，因女主演郑爽醜闻而被查证有“阴阳合同”等违法行为，被广电总局点名禁播。[23]

#### 一度禁播
- 《加里森敢死队》（1967年美剧），中国中央电视台引进的第二部美剧，1981年被中途停播，被当局认定是“打斗胡闹的纯娱乐片”，助长无业青年的社会问题。时隔11年至1992年复播。[24]
- 《抗美援朝》（2000年陸劇），中國中央电视台摄製的朝鲜战争题材电视剧。該台前台长杨伟光透露被禁原因是中华人民共和国外交部鉴于911事件顾忌美国的反应。此后朝鲜战争题材影视剧成为禁忌[25][26]。2008年、2010年、2013年曾有軍將要求播出，但遭反對[27]。現已解禁。
- 《流星花园》（2001年台剧），虽已删减300分钟内容，但仍被指责“产生了负面影响，容易误导青少年”而被广电总局急令各电视台暂停播出。[28]廣電總局局長揚言查辦准許該劇播出的審批人員，並否定續集播出的機會。[29]
- 《生活大爆炸》、《「法」妻》、《重返犯罪現場》、《法網豪情》（美劇），2014年被廣電總局勒令停播，未明示原因。[30]
- 《武媚娘传奇》（2014年陆剧），较多镜头显露女性上乳及乳溝，被当局认定“不利于未成年人健康成长”而勒令整改[31]，电视台中途停播四晚，经修剪画面后复播[32]。
- 《我的男孩》（2017年台剧），被举报领取中華民國文化部辅助金摄制且“宣传台独”，被广电局通知腾讯视频下架[33]，后获官媒澄清并解禁[34]。

### 主流社群網站封禁
- 《明成皇后》（2001年韩剧），2004年引進中国中央电视台电视剧频道，收視高揚而中途停播，其豆瓣、时光网、猫眼条目消失。[35]
- 《大裤衩》（2015年加剧），受新唐人電視台资助，戏仿中國中央電視臺《焦点访谈》评论中国大陆时事新闻。[36][需要更深入解释]
- 《中美国》（2019年英剧），刻画美国记者记录六四事件和调查坦克人，其豆瓣條目消失。[37]
- 《未来岁月》（2019年英剧），预言习近平和普京终身连任，反映中华人民共和国威胁的世界图景[38]，遭受豆瓣、微博、微信等全面封禁[39]。
- 《自由的向望》（2019年台剧），三部短片分别以美麗島事件、太陽花學運、李明哲事件乃至反送中運動为背景。[40][需要更深入解释]
- 《國際橋牌社》（2020年台剧），影射重现1990年代台湾政局，展现民主轉型历程[41]，其豆瓣條目速被刪除[18]。
- 《返校》（2020年台剧），重构臺灣白色恐怖時期的校园，针砭威权压迫[42]；同名电影在豆瓣、微博、時光網亦遭移除、遮蔽[43]。
- 《斯卡罗》（2021年台剧），呈现大汉族主义之外的臺灣原住民族各族群的交流和融合历史[44]，其豆瓣條目遭移除[45]。
- 《人選之人—造浪者》（2023年台剧），聚焦臺灣選舉及民主政治[46]，其豆瓣條目消失[47]。

### 存在封禁风险
- 《零日攻击》（2025年台剧），目前未播出，因涉及台湾海峡危机题材[48]，其豆瓣条目在剧集发布会后消失[49]。

## 节目

### 禁止播映
- 《鏗鏘集》《頭條新聞》《議事論事》等经中国大陆当局转播审查的境外时事节目的部分乃至大部分单集，常重播预先录画的节目加以遮盖屏蔽。
- 《河殇》（1988年电视纪录片），因被指丑化中华文化及被认为是六四事件推手，而被封杀。
- 《有話好說》（1998年電視清談節目），2000年推出一期“走近同性戀”節目，首度在中國大陸電視上探討同性戀[50]，因此被勒令停播，終止製作。[51][52]
- 《恶毒梁欢秀》第2季（2017年網路清談節目），第9期節目影射诺贝尔和平奖得主刘晓波被監禁至死，相關内容速被刪除[53]，不日内整季下架，當季剩餘3期節目未曾面世，主持人梁歡的微博被無限期禁言。[54]

### 网络封禁
- 《約翰奧利佛之昔日新聞報報》（HBO清談节目），2018年6月17日节目以中共领袖习近平为主题，讽刺修宪增写习近平思想、废除连任限制、刘晓波被监禁至死、新疆再教育營、大规模监控、互联网审查、社会信用体系、「一带一路」等事件或政策，其后HBO网站被封锁，新浪微博相关议论被封禁和实时删除[55][56][57]。

### 停播整改
- 《吐槽大会》《姐姐好餓》等网络娱乐节目，2016年疑因有性意味的言辞或肢体接触，“尺度过大”，而被下架[58][59][60]。整改删减版多个月后重新上线[61]。

## 備註
1. ↑  有觀點認爲，有關禁播事件，體現對外國影劇的審查隨意[1]、標準不明確甚或武斷[2]。[3]有研究指出，电视剧审查制度不健全是电视剧禁播的根源。[4]